# Muertos Vivos
| Оценки критиков | Оценки критиков |
| Источник        | Оценка          |
| --------------- | --------------- |
| EuroPunk        | [ 1 ]           |
| Sputnikmusic    | (3.5/5)         |
| ThePunkSite.com | (4/5)           |

Muertos Vivos (с испанского — «живые мертвецы»)  — пятый студийный альбом канадской панк-рок-группы Gob, выпущен 23 октября 2007 года в Канаде, 27 ноября 2007 в США и 5 декабря 2007 в Японии. Это единственный альбом с участием басиста Тайсона Майко, который покинул группу в 2008 году.

## Об альбоме
Группа выпустила первый сингл "We're All Dying" 18 июня 2007. В этом же году на радиостанции 99.3 The Fox был представлен первый сингл с альбома под названием "Underground". Третьим синглом была песня "Banshee Song", была выпущена в 2009 году.
Альбом получился более тёмным и имел более тяжёлое звучание, чем предыдущие альбомы Gob. Жанр альбома в основном определяется как альтернативный метал, альтернативный рок, хард-рок и хардкор-панк.
Автором большинства песен стал Том Такер, вокалист и гитарист Gob. Кроме того, Такер был автором трека "Panic Attack", позже переименованным в "Screaming Bloody Murder", и вышедшем в одноимённом альбоме Sum 41.

## Список композиций
Все песни за исключением подписанных были написаны Томом Такером.
| №   | Название                         | Длительность |
| --- | -------------------------------- | ------------ |
| 1.  | «We're All Dying»                | 3:26         |
| 2.  | «War is a Cemetery»              | 3:13         |
| 3.  | «Dead End Love»                  | 3:22         |
| 4.  | «Prescription»                   | 3:03         |
| 5.  | «Underground»                    | 3:35         |
| 6.  | «Still Feel Nothing»             | 4:38         |
| 7.  | «Banshee Song»                   | 4:41         |
| 8.  | «18»                             | 4:19         |
| 9.  | «About My Summer»                | 3:45         |
| 10. | «Face the Ashes» (Тео Гуцинакис) | 3:30         |
| 11. | «Open Wounds»                    | 3:52         |
| 12. | «Wake Up»                        | 4:13         |

| №   | Название            | Длительность |
| --- | ------------------- | ------------ |
| 13. | «Girl A»            | 3:40         |
| 14. | «Embitter Me Sweet» | 5:39         |

## Над альбомом работали
- Том Такер — гитара/вокал
- Тео Гуцинакис — гитара/бэк-вокал
- Тайсон Майко — бас-гитара/бэк-вокал
- Гейб Мэнтл — ударные/бэк-вокал